# Balla (unità di misura)
La balla è un termine che viene sovente impiegato per indicare un'unità di peso. Come moltissimi termini marinareschi, anche questo deriva dal genovese.
È un'unità di peso delle balle, del cotone e di alcune fibre tessili, che cambia a seconda delle regioni di provenienza. Per i cotoni delle regioni costiere del golfo del Messico equivale a 217,50 kg; per le regioni del Texas, dell'Arkansas, dell'Oklahoma e delle Antille 225 kg; per le regioni costiere dell'Atlantico 200 kg; per l'Egitto 326 kg; per l'India 180 kg; per la lana australiana 150-160 kg; per quella argentina 450 kg; per l'Italia 160-170 kg; per la seta italiana 100 kg; per quella giapponese 60 kg; per quella cinese 60 kg; per il lino italiano circa 200 kg; per la canapa bolognese circa 230 kg; per quella napoletana 270-300 kg. Viene usata per lo più per tessuti grezzi (seta, cotone, lana, lino).